# Shi Yuqi
Shi Yuqi (chinesisch 石宇奇, Pinyin Shí Yǔqí, * 28. Februar 1996 in Nantong) ist ein chinesischer Badmintonspieler, der im Jahr 2017 bis auf den zweiten Rang der Weltrangliste vorrückte. Er ist Junioren-Olympiasieger und -weltmeister, gewann mehrere Medaillen bei Asienmeisterschaften, sicherte sich mit der chinesischen Mannschaft den Thomas Cup 2018 und gewann im gleichen Jahr die Einzelkonkurrenz bei den All England Open Badminton Championships sowie die Silbermedaille bei den Weltmeisterschaften.

## Sportliche Karriere

### Aufstieg als Junior und Beginn bei den Senioren
In den Jahren 2012 bis 2014 war Shi Yuqi bei diversen Junioren-Wettbewerben erfolgreich. So gewann er beispielsweise Goldmedaillen bei Junioren-Weltmeisterschaften, Junioren-Asienmeisterschaften sowie bei Olympischen Jugendspielen. Des Weiteren erreichte er vordere Platzierungen bei den Junioren-Asienspielen 2013 und dem Dutch Juniors 2014 in Haarlem.
Im November 2013 nahm er als Qualifikant an seinem ersten großen internationalen Turnier teil, den Korea Masters in Jeonju, die damals als „Grand Prix Gold“ klassifiziert waren. Er schied in der ersten Runde gegen Hong Ji-hoon aus. Im November gleichen Jahres qualifizierte er sich für die Vietnam Open und musste sich dort in der zweiten Runde Shih Kuei-chun geschlagen geben. 2014 schied er im Juli bei den Chinese Taipei Open in der zweiten Runde gegen Son Wan-ho und im November bei den Macau Open in der gleichen Runde nach drei Sätzen gegen Hsu Jen-hao aus.

### Etablierung in der Weltspitze
Shi Yuqi konnte die Erwartungen, die angesichts seiner Erfolge im Juniorenbereich in ihn gesetzt wurden, erfüllen. Im November 2015 trat er bei den China Open an – seinem ersten Turnier der höchsten Wertungskategorie (damals „Super Series Premier“) – und erreichte gleich das Viertelfinale. Im Herbst 2016 gewann er mit den Indonesian Masters, den French Open sowie den Bitburger Open erstmals Wettbewerbe in den hohen Turnierserien. Der Triumph bei den French Open war dabei besonders gewichtig, da es sich um ein Turnier der BWF Super Series handelte und der weltweit zweithöchsten Kategorie angehörte. Hinzu kam ein Halbfinaleinzug beim Super-Series-Turnier Japan Open.
Im März 2017 trat Shi Yuqi zum ersten Mal bei den All England Open Badminton Championships (= All England) in Birmingham an, die gemeinhin als prestigeträchtigstes Turnier weltweit gelten. Im Halbfinale konnte er sich in zwei Sätzen gegen den sechsmaligen Sieger Lin Dan durchsetzen. Somit gelang ihm als erstem ungesetzten Spieler seit Son Wan-ho 2014 der Finaleinzug. Dort musste er sich allerdings dem Malaysier Lee Chong Wei klar geschlagen geben.
Zwar brachte das Jahr 2017 ihm keinen weiteren Turniersieg – beispielsweise aber noch ein Halbfinale bei den Australian Open –, dafür sicherte er sich allerdings die Bronzemedaille bei der Asienmeisterschaft in Wuhan sowie mit dem chinesischen Mixed-Team den zweiten Platz beim im australischen Gold Coast ausgetragenen Sudirman Cup. Zudem bescherten ihm seine Erfolge einen Startplatz bei der Weltmeisterschaft im August in Glasgow, wo er auf Anhieb an Position vier gesetzt wurde. In der dritten Runde schied er gegen Wong Wing Ki aus.
Im Frühjahr 2018 gewann er mit den India Open einen Wettbewerb der dritthöchsten Kategorie und erreichte einige Wochen später bei den German Open das Halbfinale. Anschließend konnte er bei den All England – diesmal an siebter Position der Setzliste – seinen Finaleinzug vom Vorjahr wiederholen. Dabei besiegte er im Viertelfinale den amtierenden Olympiasieger und zweimaligen Einzel-Weltmeister Chen Long. Im Finale traf Shi Yuqi mit Lin Dan auf einen weiteren Landsmann, der angesichts seiner Erfolge oftmals als bester Badmintonspieler aller Zeiten bezeichnet wird. Nach zwei ausgeglichenen, geteilten Sätzen behielt Shi Yuqi im dritten Satz mit 21:9 die Oberhand und gewann die All England.
Im Verlaufe der Weltmeisterschaft 2018 in Nanjing, bei der er an dritter Position gesetzt war, besiegte Shi Yuqi unter anderem seine Landsmänner Chen Long und Lin Dan und zog ins Finale ein. Dort verlor er allerdings gegen den Japaner Kento Momota 11:21, 13:21 und beendete das Turnier mit der Silbermedaille.

## Statistik
Stand: 31. Juli 2024

### Turniersiege
| Nr. | Datum              | Turnier            | Kategorie 1       | Finalgegner              | Ergebnis            |
| --- | ------------------ | ------------------ | ----------------- | ------------------------ | ------------------- |
| 1.  | 11. September 2016 | Indonesian Masters | Grand Prix Gold   | Huang Yuxiang            | 21:12, 11:00 r      |
| 2.  | 30. Oktober 2016   | French Open        | Super Series      | Hsu Jen-hao              | 21:07, 21:15        |
| 3.  | 6. November 2016   | Bitburger Open     | Grand Prix Gold   | Sourabh Varma            | 21:19, 22:20        |
| 4.  | 4. Februar 2018    | India Open         | Super 500         | Chou Tien-chen           | 21:18, 21:14        |
| 5.  | 18. März 2018      | All England        | Super 1000        | Lin Dan                  | 21:19, 16:21, 21:09 |
| 6.  | 16. Dezember 2018  | World Tour Finals  | World Tour Finals | Kento Momota             | 21:12, 21:11        |
| 7.  | 17. März 2019      | Swiss Open         | Super 300         | Sai Praneeth Bhamidipati | 19:21, 21:18, 21:12 |
| 8.  | 23. Oktober 2022   | Denmark Open       | Super 750         | Lee Zii Jia              | 21:18, 16:21, 21:12 |
| 9.  | 20. November 2022  | Australian Open    | Super 300         | Lu Guangzu               | 21:19, 18:21, 21:05 |
| 10. | 21. Januar 2024    | India Open         | Super 750         | Lee Cheuk Yiu            | 23:21, 21:17        |
| 11. | 10. März 2024      | French Open        | Super 750         | Kunlavut Vitidsarn       | 22:20, 21:19        |
| 12. | 2. Juni 2024       | Singapore Open     | Super 750         | Li Shifeng               | 17:21, 21:19, 21:19 |
| 13. | 9. Juni 2024       | Indonesia Open     | Super 750         | Anders Antonsen          | 21:09, 12:21, 21:14 |

### Bilanz bei den wichtigsten Turnieren
In der folgenden Tabelle wird das Abschneiden Shi Yuqis bei den höchstrangigen Turnieren dargestellt. Bis einschließlich 2017 waren das die als „Super Series Premier“ klassifizierten Wettbewerbe der BWF Super Series, seit einer Umgestaltung der Turnierserien zu Beginn der Saison 2018 sind es die als „Super 1000“ klassifizierten Wettbewerbe der BWF World Tour. Felder mit grauem Hintergrund zeigen an, dass die jeweiligen Turniere im entsprechenden Jahr nicht zur jeweils höchstrangigen Serie zählten.
| Turnier              | 2015 | 2016 | 2017 | 2018 | 2019 | 2020 | 2021 | 2022 | 2023 | 2024 |
| -------------------- | ---- | ---- | ---- | ---- | ---- | ---- | ---- | ---- | ---- | ---- |
| All England Open     | –    | –    | F    | S    | HF   | VF   | –    | –    | F    | VF   |
| China Open           | VF   | 2R   | VF   | HF   | 1R   | n.a. | n.a. | n.a. | HF   |      |
| Indonesia Open       | –    | –    | 2R   | HF   | 2R   | n.a. | –    | –    | 2R   | F    |
| Denmark Open         | –    | VF   | 1R   |      |      |      | –    |      |      |      |
| Malaysia Open        | –    | –    | 1R   |      | 1R   | F    |      |      |      |      |
| Toyota Thailand Open |      |      |      |      |      | –    |      |      |      |      |
| Yonex Thailand Open  | –    |      |      |      |      |      |      |      |      |      |
| Saisonfinale         | –    | –    | HF   | S    | –    | –    | –    | –    | F    |      |

### Weltranglisten-Platzierung
| Jahr                      | 2013 | 2014 | 2015 | 2016 | 2017 | 2018 |
| Platzierung am Jahresende | 497. | 303. | 115. | 010. | 08.  | 02.  |